# 도봉구 을 (1988년 선거구)
서울 도봉구 을은 대한민국의 옛 국회의원 선거구이다. 당시 서울특별시 도봉구 일부 지역을 관할했다.

## 역사
1988년 제13대 총선부터 신설되었다. 신설 당시 도봉구 을의 선거 관할 지역은 미아1·2·5·6·7·8동과 수유 1·2·4·5동이었으며 나머지 미아동과 수유동, 그리고 쌍문동과 방학동 지역들은 도봉구 갑으로 묶였다.
하지만 이듬해 1989년 노원구의 도봉동과 창동이 도봉구로 환원되고, 창4·5동과 미아9동이 신설되면서 다음 총선인 1992년 제14대 총선에서 선거구 개편이 다시 이뤄졌다. 기존 도봉구 을에 도봉구 갑의 수유3동이 편입되는 대신에 방학3동을 도봉구 갑으로 넘겼다.
이후 1995년 3월 1일 도봉구 을을 이루고 있던 미아동과 수유동이 번동, 우이동과 함께 분리되어 강북구로 신설되면서 강북구 갑과 강북구 을 선거구가 되어 폐지되었다.

## 관할 구역
| 대수        | 관할 구역                                                                                       |
| ----------- | ----------------------------------------------------------------------------------------------- |
| 13대 ~ 14대 | 도봉구 미아1동, 미아2동, 미아5동, 미아6동, 미아7동, 미아8동, 수유1동, 수유2동, 수유4동, 수유5동 |

## 역대 국회의원
| 선거   | 정당 | 정당       | 의원   |
| ------ | ---- | ---------- | ------ |
| 1988년 |      | 평화민주당 | 이철용 |
| 1992년 |      | 민주당     | 김원길 |

## 역대 선거 결과

### 대한민국 제13대 국회의원 선거
|  | 32.09% |

|  | 23.84% |

|  | 17.61% |

|  | 12.85% |

|  | 7.30% |

|  | 3.24% |

|  | 1.19% |

|  | 0.96% |

|  | 0.89% |

### 대한민국 제14대 국회의원 선거
|  | 38.37% |

|  | 31.21% |

|  | 14.13% |

|  | 10.18% |

|  | 2.33% |

|  | 2.31% |

|  | 1.43% |

## 같이 보기
- 서울 도봉구의 국회의원